# وایدن در اوبرفالز
شهر وایدن در اوبرفالز (به آلمانی: Weiden in der Oberpfalz) در ایالت بایرن در کشور آلمان واقع شده‌است.